# エータ不変量
数学において、コンパクト多様体上の自己随伴楕円型(elliptic)微分作用素のエータ不変量(eta invariant)は、形式的には正の固有値の数から負の固有値の数を引いた数である。実践では、両方の数はしばしば無限大となり、ゼータ函数正規化を使い定義される。エータ不変量は  Atiyah,  Patodi, and  Singer (1973, 1975) により導入された。彼らはエータ不変量を使って、境界を持つ多様体のヒルツェブルフの符号定理を拡張した。
後に、彼らは、自己随伴作用素のエータ不変量を使い、コンパクトな奇数次元の滑らかな多様体のエータ不変量を定義した。
Michael Francis Atiyah, H. Donnelly, and I. M. Singer (1983)
では、多様体の境界の符号欠損(signature defect)が、エータ不変量として定義され、これを使いヒルベルトモジュラー曲面(Hilbert modular surface)のカスプのヒルツェブルフの符号欠損が清水のL-函数(Shimizu L-function)の s = 0 あるいは 1 での値の項で表現されることを示した。

## 定義
自己随伴作用素 A のエータ不変量は ηA(0) により与えられる。ここに η は、
{\displaystyle \eta (s)=\sum _{\lambda \neq 0}{\frac {\operatorname {sign} (\lambda )}{|\lambda |^{s}}}}
の解析接続であり、和は A の非零の固有値 λ 上を渡る。